# النقيل (أسلم)

تعديل مصدري - تعديل

النقيل هي إحدى قرى عزلة أسلم الشام بمديرية أسلم التابعة لمحافظة حجة، بلغ تعداد سكانها 109 نسمة حسب تعداد اليمن لعام 2004.